# Paradise in Distress
Paradise in Distress è un album in studio del gruppo musicale olandese Golden Earring, pubblicato nel 1999.

## Tracce
1. Paradise in Distress – 5:42
2. Apocalypse – 4:53
3. Evil Love Chain – 4:16
4. Darling – 5:27
5. Take My Hand-Close My Eyes – 4:48
6. The Fighter – 7:24
7. One Night Without You – 4:32
8. Whisper in a Crowd – 3:37
9. Deja Voodoo – 5:49
10. Bad News to Fall in Love – 5:08
11. 42nd Street – 3:00
12. Fluid Conduction – 4:10
13. Desperately Trying to Be Different – 4:08
14. Gambler's Blues – 4:35

## Formazione
- George Kooymans - chitarra, voce
- Rinus Gerritsen - basso, tastiera
- Barry Hay - voce, chitarra
- Cesar Zuiderwijk - batteria